# Plaguewielder
A Plaguewielder a norvég black metal együttes Darkthrone nyolcadik nagylemeze. 2001. szeptember 10-én jelent meg a Moonfog Productions kiadó által.
Az album 2011-ben újra ki lett adva egy új borítóval a Peaceville Records által. Az új kiadás tartalmaz egy második lemezt, amin egy kommentár van a zenekar tagjaival.

## Számlista
Az összes dalszöveg szerzője Fenriz; az összes szám szerzője Nocturno Culto, kivéve a megjelölt helyen.
| 1.    | Weakling Avenger                          | 7:55 |
| 2.    | Raining Murder                            | 5:14 |
| 3.    | Sin Origin (zene: Fenriz, Nocturno Culto) | 6:45 |
| 4.    | Command                                   | 8:02 |
| 5.    | I, Voidhanger                             | 5:38 |
| 6.    | Wreak                                     | 9:16 |
| 42:50 |                                           |      |

## Közreműködők
- Fenriz – dob
- Nocturno Culto – gitár, basszusgitár, ének
- Apollyon és Sverre Dæhli – háttérének a "Command" című számon

## Fordítás
Ez a szócikk részben vagy egészben  a   Plaguewielder című angol Wikipédia-szócikk fordításán alapul.  Az eredeti cikk szerkesztőit annak laptörténete sorolja fel. Ez a jelzés csupán a megfogalmazás eredetét és a szerzői jogokat jelzi, nem szolgál a cikkben szereplő információk forrásmegjelöléseként.